# Порсан-Клеманте, Жереми
Жереми Порсан-Клеманте (фр. Jérémie Porsan-Clémenté; род. 26 июля 1997 года, Фор-де-Франс,Мартиника) — французский футболист, выступающий за «Монпелье». Играет на позиции нападающего.

## Карьера
Жереми Порсан-Клеманте начинал заниматься футболом в молодёжной команде марсельского «Олимпика», откуда позже был переведён в основной состав. Дебютировал в Лиге 1 17 августа 2014 года, в матче против «Монпелье», заменив Флориана Товена на 75 минуте.
Порсан-Клеманте стал самым молодым игроком, выходившим на поле в истории марсельского клуба, он дебютировал, когда ему было 16 лет и 8 месяцев, но уже в декабре рекорд был побит.